# Francesco Albani (cyclisme)
Pour les articles homonymes, voir Francesco Albani et Albani.
Francesco Albani, né le 25 mai 1912 à Arcola en Ligurie et mort le 7 juillet 1997 à La Spezia en Ligurie, est un coureur cycliste italien, professionnel entre 1938 et 1948.

## Palmarès
- 1935
  - Targa d’Oro Città di Legnano
- 1937
  -  Champion d'Italie indépendants
  - Coppa Bernocchi
  - Coppa Ferrarini
  - Grand Prix Romito Magra
- 1938
  - Trofeo Moschini
  - La Spezia-San Remo
- 1940
  - 3e du Milan-Turin
- 1948
  - Grand Prix Ceramisti

## Résultats sur les grands tours

### Tour d'Italie
4 participations
- 1937 : abandon (4e étape)
- 1938 : abandon (7ea étape)
- 1939 : abandon (14e étape)
- 1940 : 47e